# Sabella (geslacht)
Sabella is een geslacht van borstelwormen uit de familie Sabellidae.

## Soorten
- Sabella aculeata Gmelin in Linnaeus, 1788
- Sabella amaeana Johnston, 1833
- Sabella ammonita Gmelin in Linnaeus, 1788
- Sabella arenaria Montagu, 1803
- Sabella arundinacea Gmelin in Linnaeus, 1788
- Sabella brevibarbis Grube, 1860
- Sabella calamus Renier, 1847
- Sabella chloraema Williams, 1851
- Sabella clavata Gmelin in Linnaeus, 1788
- Sabella compressa Montagu, 1803
- Sabella conica Gmelin in Linnaeus, 1788
- Sabella corticalis Gmelin in Linnaeus, 1788
- Sabella crispa Krøyer, 1856
- Sabella cucullus Quatrefages, 1866
- Sabella curta Montagu, 1803
- Sabella denudata Delle Chiaje, 1841
- Sabella dimidiata Gmelin in Linnaeus, 1788
- Sabella discifera Grube, 1874
- Sabella fallax Quatrefages, 1866
- Sabella fidelia Krøyer, 1856
- Sabella filialghifera Chiereghini in Siebold, 1850
- Sabella fixa Gmelin in Linnaeus, 1788
- Sabella flabellata Savigny in Grube, 1850
- Sabella fragilis Grube, 1863
- Sabella fusca Grube, 1870
- Sabella gracilis Grube, 1840
- Sabella grossa Baird, 1865
- Sabella helicina Gmelin in Linnaeus, 1788
- Sabella hospita Williams, 1859
- Sabella hystricis McIntosh, 1916
- Sabella imberbis Grube, 1863
- Sabella intermedia Quatrefages, 1866
- Sabella judica Savigny, 1822
- Sabella kroyeri Quatrefages, 1866
- Sabella lamyi Gravier, 1906
- Sabella latisetosa Grube, 1840
- Sabella marsupialis Gmelin in Linnaeus, 1788
- Sabella melanochlora Schmarda, 1861
- Sabella membranacea Renier, 1804
- Sabella mossambica Peters, 1854
- Sabella muelleri Krøyer, 1856
- Sabella neapolitana Iroso, 1921
- Sabella negate Bosc in Quatrefages, 1866
- Sabella nigra Gmelin in Linnaeus, 1788
- Sabella norwegica Gmelin in Linnaeus, 1788
- Sabella nuda Wagner, 1832
- Sabella nudicollis Krøyer, 1856
- Sabella occidentalis Baird, 1865
- Sabella pacifici Grube, 1859
- Sabella pavonina Savigny, 1822
- Sabella pottaei Quatrefages, 1866
- Sabella pottoei Quatrefages, 1866
- Sabella pumilio Krøyer, 1856
- Sabella punctulata Haswell, 1884
- Sabella pusilla Johansson, 1922
- Sabella ramosa Olivi, 1792
- Sabella rectangula Gmelin in Linnaeus, 1788
- Sabella ringens Linnaeus, 1767
- Sabella rudis Pennant, 1777
- Sabella sabulosa Gmelin in Linnaeus, 1788
- Sabella samoensis Grube, 1870
- Sabella sarsi Krøyer, 1856
- Sabella scabra Linnaeus, 1767
- Sabella scoparia Grube, 1870
- Sabella scruposa Linnaeus, 1767
- Sabella secusolutus Hoagland, 1920
- Sabella setiformis Montagu, 1803
- Sabella sosias Krøyer, 1856
- Sabella southerni McIntosh, 1916
- Sabella spallanzanii (Gmelin, 1791)
- Sabella spirobranchia Zachs, 1933
- Sabella stagnalis Gmelin in Linnaeus, 1788
- Sabella subcylindrica Montagu, 1803
- Sabella teredula Chiereghini in Siebold, 1850
- Sabella tricolor Grube, 1878
- Sabella trigona Chiereghini in Siebold, 1850
- Sabella uncinata Gmelin in Linnaeus, 1788
- Sabella vegetabilis Gmelin in Linnaeus, 1788
- Sabella ventilabrum Savigny in Lamarck, 1818
- Sabella verticillata Quatrefages, 1866
- Sabella zonalis Stimpson, 1854